# Побратци
Побратци (на сръбски: Побратци) е село в Босна и Херцеговина, разположено в община Соколац, в ентитета на Република Сръбска. Населението му според преброяването през 2013 г. е 17 души, от тях: 17 (100 %) сърби.

## Население
Численост на населението според преброяванията през годините:
- 1961 – 142 души
- 1971 – 112 души
- 1981 – 66 души
- 1991 – 41 души
- 2013 – 17 души